# 約瑟夫·麥克法登
約瑟夫·麥克法登（Joseph "Joe" McFadden，1975年10月9日—）是蘇格蘭的一位演員。他最著名的作品BBC醫療電視劇霍爾比市。麥克法登是家中四個孩子中的三子。

## 外部連結
- Joseph McFadden在互联网电影资料库（IMDb）上的資料（英文）